# Topľa
Topľa – rzeka we wschodniej Słowacji, w dorzeczu Dunaju. Długość 129,8 km, powierzchnia zlewni – 1544,01 km², średni roczny przepływ u ujścia – 11,1 m³/s.
Źródła Topľi znajdują się na wysokości 980 – 1000 m n.p.m. ok. 1,5 km na południowy wschód od szczytu Minčola (1157 m n.p.m.), w centrum Gór Czerchowskich (słow. Čergov). Obszar źródlisk obejmuje Rezerwat przyrody Pramenisko Tople. W odcinku źródłowym spływa początkowo głęboką, wąską doliną w kierunku północno-wschodnim, a od wsi Livov, gdzie przyjmuje prawobrzeżny Vlčí potok – w kierunku północnym. Tu jej tok obejmuje kolejny rezerwat przyrody o nazwie Livovská jelšina.
W śródgórskiej kotlinie na dolnym skraju wsi Malcov przyjmuje z lewej swój pierwszy większy dopływ – Večný potok. Stamtąd rzeka płynie na wschód. Poniżej wsi Gerlachov przyjmuje pierwszy większy dopływ prawobrzeżny – potok Slatvinec, zaś w kolejnej wsi, Tarnovie – lewobrzeżną Sveržovkę, prowadzącą wody spod głównego grzbietu Karpat od Przełęczy Tylickiej po Płaziny nad Wysową. W Bardejowie przyjmuje lewobrzeżny dopływ Kamenec, po czym za tym miastem stopniowo zmienia kierunek na południowo-wschodni. Poniżej wsi Dubinné przyjmuje lewobrzeżny dopływ o nazwie Cerinka.
W środkowym biegu Topľa płynie bardzo krętym tokiem przez wschodnią część Pogórza Ondawskiego. Przepływa przez miasta Giraltovce i Hanušovce nad Topľou. Począwszy od tego ostatniego miasta, rozszerzająca się dolina rzeki oddziela Pogórze Ondawskie od Gór Slańskich, z których Topľa zbiera liczne drobne dopływy. Wśród nich jest prawobrzeżny dopływ - Hermanovský potok spod najwyższego szczytu tych gór - Šimonki. Rzeka przepływa przez miasto Vranov nad Topľou i wkracza na Nizinę Wschodniosłowacką, gdzie nabiera charakteru rzeki nizinnej. Na wysokości wsi Parchovany wpada do Ondawy, której jest największym dopływem. Ujście znajduje się na wysokości 102 m n.p.m.
Wody Topľi nie są wykorzystywane gospodarczo poza zaopatrzeniem osiedli w wodę pitną i czerpaniem wody przez kilka niewielkich zakładów przemysłowych.